# ناتوري (مياغي)
ناتوري (باليابانية: 名取市 ناتوري-شي) هي مدينة في محافظة مياغي، اليابان. تأسست المدينة في 1 أبريل، 1955 من دمج بلدتين وأربع قرى وأصبحت مدينة في 1 أكتوبر عام 1958.
في 11 مارس 2011 تعرضت المدينة إلى ضرر بالغ جراء الزلزال بشدة 8.9 درجات وموجات التسونامي التي تبعت ذلك.